# Daniel Denton
Daniel Denton (1626 körül – 1703) amerikai gyarmatista volt. Denton expedíciót vezetett a mai New Jersey északi részébe. Az 1664-es Elizabethtown traktus néven ismertté vált vásárlás egyik alakja in 1664, a mai Elizabeth (New Yersey) városrészén. 1670-ben elkészítette a terület első angol nyelvű részletes leírását.

## Élete
Denton 1626 körül született az angliai Yorkshire megyében. Apja Richard Denton lelkész volt, Amerika presbiteriánus lelkészei közül az egyik első. Édesanyjáról minden kétséget kizáróan nem lehet tudni. 1640-es években kísérte el édesapját Massachusetts-be, Connecticutba majd végül Long Island-be. 1650-ben Hempstead település hivatalnoka lett, ahol apja lelkész volt, majd 1656-tól ugyanezt a tisztséget Jamaica városában töltötte be. Mikor édesapja más körzetbe került, Denton továbbra is Long Island-ben maradt. 1665 és 1666 között New Yorkban töltött be igazságügyi tisztséget. 1659 táján Denton elvette feleségül Abigail Stevensont, akitől három gyermeke született, és akitől 1672-ben elvált. A két idősebb gyermek, Daniel és Abigail, az apjukkal maradt, míg a csecsemőkorú Mercy, az anyjával maradt. Denton New York-ból Angliába költözött 1670-ben (talán a válása váltotta ezt ki).
Az amerikai Denton Green városát Daniel Denton édesapjáról nevezték el.

## Lásd még
- Az Amerikai Egyesült Államok irodalma